# Proasellus strouhali
Proasellus strouhali és una espècie de crustaci isòpode pertanyent a la família dels asèl·lids.

## Subespècies
- Proasellus strouhali puteanus (Henry, 1966)[4]

## Hàbitat
Viu a l'aigua dolça.

## Distribució geogràfica
Es troba a Europa: França, Àustria i Eslovàquia.